# Jaume Comellas i Colldeforns
Jaume Comellas i Colldeforns (Terrassa, Vallès Occidental, 1941) és un periodista, crític d'art, assagista, biògraf, historiador de l'art i professor universitari català.
Llicenciat per la Universitat de Barcelona en Història de l'art, així com en Ciències de la Informació, la seva carrera com a periodista ha estat sempre vinculada al món de la cultura en general, i de l'art en particular i molt especialment, la música. A més d'en la premsa generalista, com el diari Avui —del que és un dels seus fundadors— o El Correu Català, també ha estat habitual en premsa i mitjans especialitzats, com a crític d'art o de música a Barcelona Metròpolis Mediterrània, Oriflama, Presència, la revista Al Vent, que també va fundar, i Catalunya Música/Revista Musical Catalana, que va dirigir, entre d'altres. És també professor de la Facultat de Ciències de la Informació de la Universitat Pompeu Fabra i ho va ser durant divuit anys en Universitat Politècnica de Catalunya. El 1992 va ser guardonat amb el Premi Nacional de Periodisme.

## Obra
És autor de multitud d'articles, ponències i treballs. De les seves moltes obres, destaquen:
- El Doctor Badia a l'hora decisiva d'Ona Cultural (1981, amb Antoni M. Badia i Margarit)
- Frederic Mompou (1993, amb Lluís Millet i Loras, Ramón Barce, Narcís Bonet i Alicia Moreno)
- Jesús Mir, empremta trempolina (2002)
- Llançanencs d'or (2002)
- Pau Casals a l'exili (2006, amb Narcís Castanyer i Bachs i Ramon Colomer)
- Victòria dels Àngels, memòries de viva veu: diàleg sense partitura (2005)
- La nació és la llengua: el pensament lingüístic de Joan Maragall (2008)
- Josep Carreras, historia de una predestinación (2008)